# جايسون مارشال (لاعب هوكي جليد)
جايسون مارشال هو لاعب هوكي جليد كندي، ولد في 22 فبراير 1971 في كرانبروك في كندا.

## وصلات خارجية
- جايسون مارشال على موقع دوري الهوكي الوطني (الإنجليزية)
- جايسون مارشال على موقع قاعة مشاهير الهوكي (لاعب أن.إتش.أل) (الإنجليزية)
- جايسون مارشال على موقع EliteProspects.com (الإنجليزية)
- جايسون مارشال على موقع Eurohockey.com (الإنجليزية)
- جايسون مارشال على موقع HockeyDB.com (الإنجليزية)
- جايسون مارشال على موقع Hockey-Reference.com (الإنجليزية)